# Пассаро, Стефания
Стефания Пассаро (итал. Stefania Passaro; род. 11 декабря 1963, Рапалло) — итальянская баскетболистка, центровая. Многократная чемпионка Италии и обладательница Кубка Италии и Кубка европейских чемпионок в составе клубов «Виченца» и «Джиннастика Коменсе 1872», игрок сборной Италии, вице-чемпионка Европы среди девушек до 16 лет (1980).

## Биография
Родилась в Рапалло в 1963 году, начинала играть в баскетбол в местном клубе на позиции центровой. Обладая хорошими физическими данными и точным броском, дебютировала в Серии A чемпионата Италии в 15 лет, а в составе взрослой сборной Италии — в 16. В 1980 году с кадетской сборной Италии стала серебряным призёром чемпионата Европы среди девушек (до 16 лет).
В Серии А до 1982 года выступала за клуб «Перуджа», откуда затем перешла в «Виченцу». С этой командой провела шесть сезонов, за это время пять раз выиграв чемпионат Италии (1983—1987) и четырежды — Кубок европейских чемпионок (1983, 1985—1987). С 1988 по 1990 год играла в клубе «Анкона», после чего совершила последний в карьере переход — в «Джиннастика Коменсе 1872». В клубе из Комо выступала до завершения игровой карьеры из-за травмы в 1995 году, завоевала ещё пять званий чемпионки Италии (1991—1995) и выиграла женскую Евролигу 1994 и 1995 годов. За время выступлений завоевала также 5 Кубков Италии.
В составе женской сборной Италии участвовала в шести чемпионатах Европы, чемпионате мира 1990 года (в ранге капитана команды) и Олимпийских играх 1992 года. В общей сложности провела за национальную сборную 178 матчей. Отличалась упорством и цепкостью в опеке наиболее физически мощных центровых соперниц, среди которых были Ульяна Семёнова, Чжэн Хайся и Марго Дыдек.
С 1995 года работала как профессиональная журналистка, освещая темы спорта и культуры в различных газетах и журналах. С 1997 года также работала как лицензированный финансовый консультант, в том числе в Национальном институте социального обеспечения — основной публичной пенсионной структуре Италии. Входила в руководство Национального олимпийского комитета Италии, в начале 2020-х годов боролась за место генерального секретаря этой организации.

## Статистика выступлений за сборную Италии
| ЧЕ 1980                                                                                 | 4 |      |      |      |      |      |  |  | 6/9   | 66.7  |     |     |     |     |     |     |     | 2.5 | 12 | 3.0 |
| ЧЕ 1983                                                                                 | 4 |      |      |      |      |      |  |  | 6/6   | 100.0 |     |     |     |     |     |     |     | 1.8 | 12 | 3.0 |
| ЧЕ 1985                                                                                 | 7 |      |      |      |      |      |  |  | 15/20 | 75.0  |     |     |     |     |     |     |     | 2.9 | 35 | 5.0 |
| ЧЕ 1987                                                                                 | 7 |      |      |      |      |      |  |  | 21/21 | 100.0 |     |     |     |     |     |     |     | 2.1 | 49 | 7.0 |
| ЧЕ 1989                                                                                 | 5 |      |      |      |      |      |  |  | 2/5   | 40.0  |     |     |     |     |     |     |     | 3.6 | 28 | 5.6 |
| ЧМ 1990                                                                                 | 8 |      |      |      |      |      |  |  | 6/9   | 66.7  |     |     |     |     |     |     |     | 2.4 | 22 | 2.6 |
| ОИ 1992                                                                                 | 5 | 16.6 | 8/16 | 50.0 | 8/16 | 50.0 |  |  | 10/13 | 76.9  | 0.8 | 0.6 | 1.4 | 0.0 | 0.4 | 0.4 | 0.0 | 2.2 | 26 | 5.2 |
| ЧЕ 1993                                                                                 | 3 |      |      |      |      |      |  |  | 0/2   | 0.0   |     |     |     |     |     |     |     | 2.3 | 4  | 1.3 |
| Наведите курсор мыши на аббревиатуры в заголовке таблицы, чтобы прочесть их расшифровку |   |      |      |      |      |      |  |  |       |       |     |     |     |     |     |     |     |     |    |     |